# ساکائی

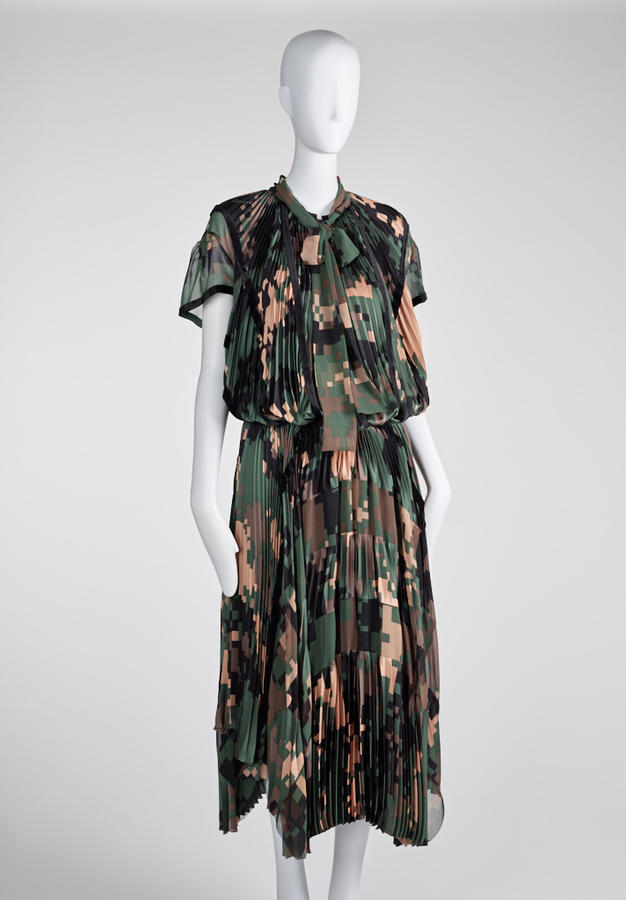
ساکائی

ساکائی (انگلیسی: Sacai) شرکت پوشاک ژاپنی است، که در سال ۱۹۹۹ توسط چیتوسی آبه تأسیس شد.